# بلندی‌های بادگیر (فیلم ۱۹۹۸)
«بلندی‌های بادگیر» (انگلیسی: Wuthering Heights (1998 film)) فیلمی در ژانر درام و رمانتیک است که در سال ۱۹۹۸ منتشر شد.